# Emerson (Manitoba)
Emerson  è una comunità non incorporata (unincorporated community) del Canada, riconosciuta come un distretto urbano locale situato nel centro sud della provincia di Manitoba, all'interno del Comune di Emerson - Franklin.

## Geografia

### Confine con gli Stati Uniti d'America

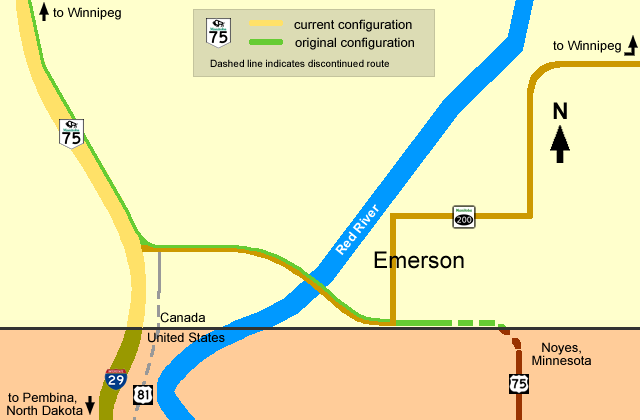
Highways 75 and 200 at Emerson, current and original configurations

Il confine tra Emerson, (Manitoba) e Pembina, (North Dakota) è il quinto più trafficato lungo il confine tra Canada e Stati Uniti e il secondo più trafficato ad ovest dei Grandi Laghi.

## Infrastrutture e trasporti
- MB-75